# 约翰·特洛格利塔
约安尼斯·特洛格利提斯（拉丁語：Ioannes Troglita）是六世纪东罗马帝国的将军。他参与了533–538的汪达尔战争并在派去东部前线与萨珊帝国作战前一直在当地政府的军事部门任职。被调去东部前线后被任命为美索不达米亚督军，特洛格利提斯在数场战役中大放异彩，迅速为查士丁尼（527年－565年在位）的手下所赏识。546年夏天，查士丁尼选择约安尼斯。特洛格利提斯担任拜占庭在非洲的军队的总指挥，在那里由不同柏柏尔部落发动的叛乱和帝国军队内部的哗变严重削弱了帝国在阿非利加的统治地位。546/547年冬，特洛格利提斯很快取得了对盘踞在拜扎凯纳的柏柏尔部落的初步胜利，但547年初在的黎波里塔尼亚被当地的部落军队击败，阿非利加地区再次陷入柏柏尔人的劫掠，特洛格利提斯重新组织了军队，并取得了一些部落首领的协助，于548年夏在加托战役中决定性击败了部落联军，这次胜利标志着摩尔人叛乱的结束，预示着非洲和平时代的到来。特洛格利提斯同样参与了哥特战争，两次派遣军队北上对抗东哥特人。
约安尼斯·特洛格利提斯的事迹，特别是对阿非利加的柏柏尔人的事迹，成为了北非诗人弗拉维乌斯·克雷斯考尼乌斯·科里普斯所撰写的古典晚期拉丁文史诗的某章，《Iohannis, seu de Bellis Libycis》（利比亚战争中 约安尼斯的故事）的主题，大部分都是基于他的事迹。

## 其人出身和以及阿非利加/东方前线的早期生涯
约安尼斯·特洛格利提斯的出身地至今仍不明。他可能是色雷斯人，但他的姓氏暗示他也许出身于马其顿地区的特洛吉利斯（希腊语：Τρώγιλος)。根据6世纪历史学家普罗科匹厄斯和称颂特洛格利提斯的北非诗人弗拉维乌斯·克雷斯考尼乌斯·科里普斯给的材料来看，他是某个名为Evanthes的儿子，还有一个兄弟名为Pappus。特洛格利提斯迎娶了一位国王的女儿，可能是一个柏柏尔部落首领的女儿，还有一个名为彼得的儿子。
约安尼斯·特洛格利提斯第一次被提及到的战争便是贝利撒留533–534年间带兵参与的针对汪达尔王国的汪达尔战争，他和指挥蛮盟佣兵的指挥官的另一位约安尼斯一起参与了阿德底斯姆战役和特里卡马龙战役。在534年贝利萨留离开北非后特洛格利提斯留在了阿非利加大区，参加了所罗门 534–535年对柏柏尔人的远征。当时的他很有可能是拜占凯纳的督军，但因为他在对黎阿塔伊部落的军事行动中被提及，所以他更有可能在当时是的黎波里塔尼亚的都督。特洛格利提斯也要和斯托查斯领导的拜占庭叛军作战，536年在贝利萨留麾下于孟布雷萨击败了他。之后的他则在查士丁尼之子日尔马努斯麾下，537年在斯卡莱维特雷斯再次获得决定性的胜利。在这场战役中，他是拜占庭军队右翼骑兵的指挥官之一，根据历史学家普罗科匹厄斯的说法，这支骑兵被斯托查斯的人击败并赶走，在此过程中失去了军旗。尽管如此，这场战役还是取得了胜利。538年，特洛格利提斯在（可能是在拜占凯纳发生的）奥特提战役中表现突出。
538年后的某个时候，特洛格利提斯派往东部边境，到541年他被任命为美索不達米亞督军，这是该地区最重要的岗位之一。于其任上，他逮捕了一名维蒂吉斯派往萨珊帝国的东哥特使者，而这名使者正要打算去游说萨珊与东哥特联合进攻拜占庭帝国。但战争爆发后，根据科里普斯的说法约安尼斯对波斯军队取得了一些成功：他在尼西比斯击败了纳贝迪斯的军队，率领他的军队成功地夜袭了围攻狄奥多西波利斯的军队，然后又击败了围攻达拉的另一支波斯军队，并俘虏了波斯将领梅尔梅洛埃斯。然而普罗科匹厄斯，对第一场战役有不同的描述，表示特洛格利提斯在当时被波斯人突袭的时候被贝利萨留救出，根本没有提到后面两件事。不过，科里普斯坚持认为，查士丁尼皇帝派来督战的查士丁尼顾问之一的乌尔比库斯赞赏了约安尼斯在战场上的表现。

## 阿非利加的大元帅
在特洛格利提斯离开阿非利加期间，当地的局势一直动荡不安。日尔马努斯一直留到了539年，成功地恢复了军队的纪律，并稳定了阿非利加和拜占凯纳的核心地区的局势。所罗门取代了他再次成为阿非利加军队的总指挥，在第二个任期开始时取得了巨大的成功，击败了奧雷斯山击败了柏柏尔人并稳固了对努米底亚和毛里塔尼亚-西提非斯地区的控制。然而柏柏尔人在543年再次发动叛乱，而所罗门本人也在544年的基里乌姆战役中被杀。他的后继人，也是他的外甥塞尔吉乌斯，是个无能的人。他被柏柏尔人击败，被皇帝召回，并派遣阿雷奥宾杜斯替代了他的位置，而阿雷奥宾杜斯也在546年死于冈萨里克发起的叛乱。后者打算宣布自己独立于君士坦丁堡，但很快被亚美尼亚人 阿尔塔巴内斯谋杀。君士坦丁堡方面显然需要一个新的、有能力的领导人。在546年与波斯取得停战协议后，查士丁尼皇帝，根据克里普斯暗示的那样，按照乌尔比库斯的建议行事，从东部边境召回了特洛格利提斯。在让他报告了君士坦丁堡关于东部边境的情况后，皇帝让他担任新组建的野战军的长官，以阿非利加野战军大元帅的身份在546年前往阿非利加。

### 对柏柏尔人叛乱的镇压

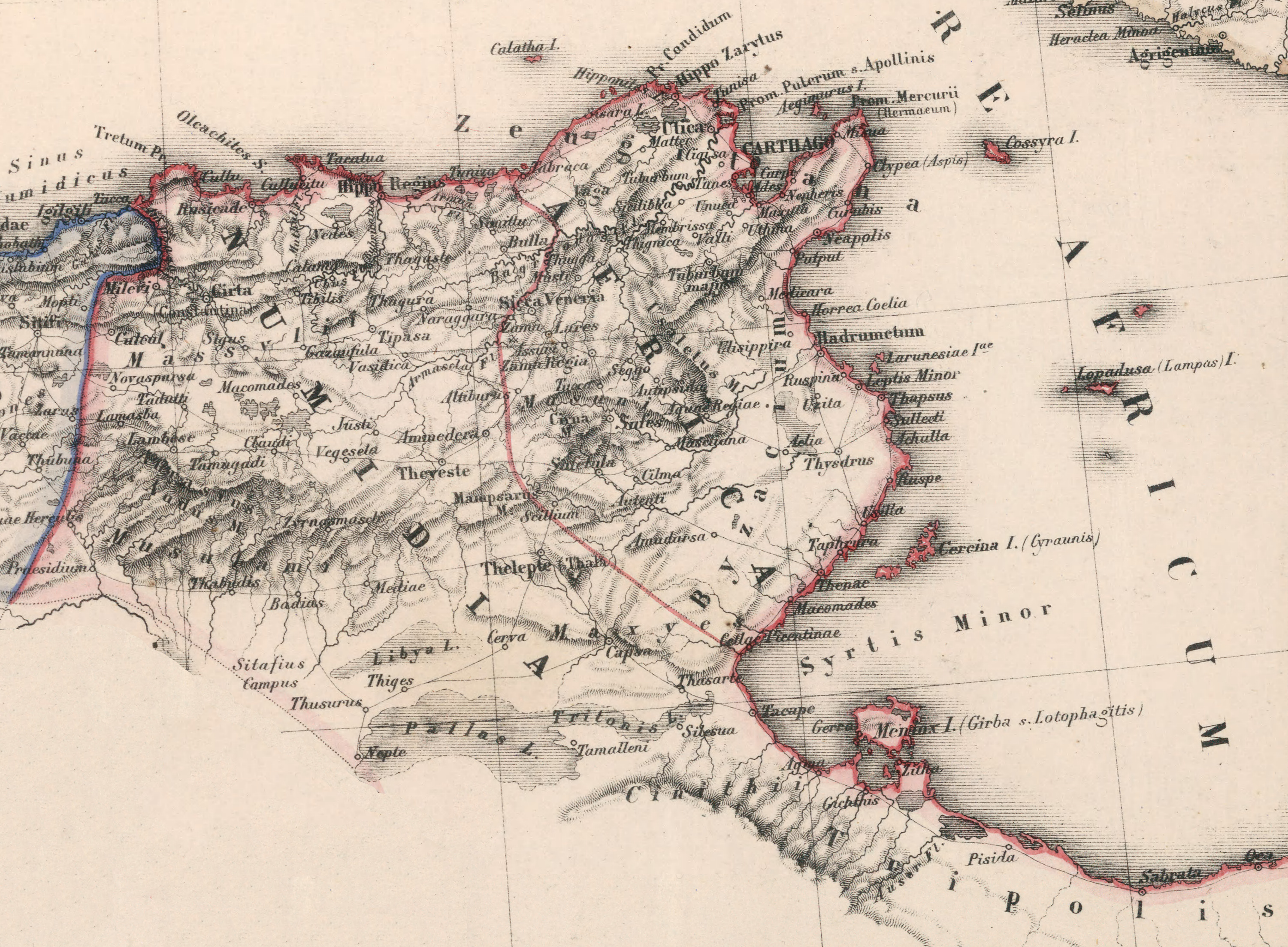
囊括了拜占凯纳、祖吉塔纳和努米底亚的罗马北非控制区

546年底，约安尼斯·特洛格利提斯抵达迦太基，当地形势非常严峻：拜占凯纳督军玛肯提乌斯和在迦太基驻守的指挥官亚美尼亚人格里高利的帝国军队人少且军心涣散。他们仅能够控制沿海的城市，被拜占凯纳的柏柏尔部落首领安塔拉斯封锁围困，同时来自的黎波里塔尼亚的黎阿塔伊和奥斯图拉部落则在肆无忌惮地劫掠拜占凯纳。然而帝国的外交努力获得了 柏柏尔人领袖库齐纳斯和伊菲斯戴斯的效忠，他们带着几千人加入了帝国军队。同时，奥雷斯山中的伊夫达斯手下的部落军队在得知特洛格利提斯的到来后撤到努米底亚，并奉行武装中立的方针。
特洛格利提斯到达迦太基后，重新组织了他的部队，并带来了他麾下的旧部老兵——大多是弓骑兵和甲胄骑兵——并进军对抗叛军。在安敦尼亚营地，安塔拉斯的使者提出他们的要求，但特洛格利提斯拒绝了条件并监禁了他们。拜占庭军队进军拜占凯纳，解救了解救了被围困的城市并与玛肯提乌斯会合。而柏柏尔人，被帝国军队的迅速推进打了个措手不及，又撤到了多山多林的内陆地区，重新聚在一起，由黎阿塔伊和安塔拉斯的首领伊尔纳领导。科里普斯认为，他们希望特洛格利提斯不会在冬季的时候继续追击，而且他们在这种地形上对帝国军队有优势。特洛格利提斯在柏柏尔人的阵地附近扎营 并派遣使者阿曼提乌斯给安塔拉斯带去他提出的条件：只要柏柏尔人服从于帝国，那么他将赦免过去一切行为。
科里普斯详细地叙述了随后的战斗，但他的模仿维吉尔的诗句几乎没有提供具体的细节：很明显这是一场漫长的胜负未分且血腥的冲突，可能在546年末或547年初发生在斯贝特拉。最终拜占庭人取得了胜利，击退了柏柏尔人，突破了他们的防线并攻破了他们的营地。根据科里普斯的记载，作为柏柏尔古神古尔兹勒的大祭司的伊尔纳在试图保护神像时被杀。其他许多部落首领也倒下了，剩下的人也溃散了。的黎波里塔尼亚部落的残存部落民放弃驻留在拜占凯纳，安塔拉斯也被迫放下武器。此外，约安尼斯在柏柏尔人的营地释放了许多俘虏，在那里缴获的宝物中，有544年所罗门在基里乌姆丢失的军旗。这些宝物被送去君士坦丁堡，特洛格利提斯则在迦太基举行了凯旋式。

#### 玛尔塔之战
随着这场胜利，战争似乎取得了胜利，非洲也似乎重新取得了和平。然而几个月后，的黎波里塔尼亚的各部落又重新聚集并由伊夫拉西斯的王卡尔卡桑领导。在突袭了的黎波里塔尼亚之后，他们又转而向西突袭拜占凯纳。的黎波里塔尼亚督军鲁菲努斯发觉此事并告知约安尼斯，特洛格利提斯接到通知便带军出战。在此期间，由于需要增援贝利萨里乌斯对抗意大利的哥特人，拜占庭军队已经被削弱：特洛格利提斯从君士坦丁堡带来的九个军团里，有三个被派往了意大利。安塔拉斯的柏柏尔人仍对帝国保持敌意但是没有立即加入冲突，不过拜占庭的军队也没有获得伊菲斯戴斯的援助，他拒绝投入任何军队。尽管夏日炎炎，特洛格利提斯还是迅速将他的人马赶到了拜占凯纳的南部边境，沿着沙漠的边缘，希望能在那里与柏柏尔人接战并防止这个饱经战火的省份再次受到蹂躏。柏柏尔人迅速撤入干旱的内陆地区，希望能甩开他，但特洛格利提斯的军队在一支带着水和辎重的运输队的陪同下跟着他们进入沙漠。两支军队都饱受口渴和饥饿之苦，不满情绪在拜占庭士兵中蔓延。最后由于一场流行病杀死了军中的大部分马匹并差点引发哗变，迫使特洛格利提斯再次转向北面朝海岸进发。
在那里，特洛格利提斯将己方部队驻扎在马特马塔高原和海岸之间的地带，以逸待劳等待柏柏尔军队。他还派人找来船只来运补给，但不利的风向使这一切都不可能实现。当柏柏尔的军队出现在附近时，柏柏尔人的部队看起来同样是因为饥饿而精疲力尽，他们当时向一些水源进发，特洛格利提斯决定先向水源获得先手优势。拜占庭人在嘉利卡地区的玛尔塔扎营，两军于是在此处交战。这对拜占庭人来说是灾难性的惨败，军队溃散并夺路而逃。科里普斯可能是为了给他的英雄特洛格利提斯开脱，他把这次失败归咎于一些士兵的不守纪律，在军队准备好之前就袭击了敌人，导致了一次混乱的零星交战。根据科里普斯的描述，尽管特洛格利提斯和其他拜占庭将领亲自参战，但拜占庭的柏柏尔盟友还是自乱阵脚纷纷撤退，导致全军溃散。
这次战败后，特洛格利提斯逃至伊温齐（现今为拜占庭城堡遗址博尔杰-扬加，马哈雷斯以南9千米处），在那里他开始重新集结军队残部。然而因为损失惨重士气低落，不久他被迫再向北撤至拉里布斯要塞（今卡夫附近的洛贝乌斯村）并在那里开始集结军队。安塔拉斯得知战况后立即再次起兵加入了的黎波里塔尼亚的部落，而帝国的盟友库齐纳斯伊菲斯戴斯却相互争论不休。547年剩下的时间里，柏柏尔人肆虐整个阿非利加，劫掠的军队甚至到达迦太基。

#### 加托平原上的会战
特洛格利提斯并没有按兵不动：迦太基方面，近卫司政官阿塔纳修斯和特洛格利提斯的小儿子一起为拉里布斯营地的残军提供了给养和援军，而特洛格利提斯本人成功调和了库齐纳斯伊菲斯戴斯之间的龃龉，而且还获得了国王伊夫达斯和其部族的效忠。548年春天，特洛格利提斯重新集结了他的部队，在阿尔拜占凯纳北部靠近祖吉塔纳边界的苏里斯平原与柏柏尔军队展开了决战。科里普斯极度夸大了当地柏柏尔盟友们给到的援军数量：库齐纳斯提供了3万人，伊菲斯戴斯提供了10万人，伊夫达斯的兄弟则带着12000人。不管真实的数字如何，很明显的是特洛格利提斯的正规军占军队总数的比例很低。
各部落在卡尔卡桑和安塔拉斯的领导下，在拜占凯纳中部的马玛或马梅斯平原驻扎。卡尔卡桑因前一年取得胜利后信心满满，想立即与帝国军队交战，但恰好他在军中的主导权让给了安塔拉斯，安塔拉斯主张采取更为谨慎和长期有效的柏柏尔战术，即向沙漠撤军将拜占庭军队引入内地，迫使他们远离补给基地在满目疮痍的国土上行军，从而使他们疲惫不堪士气低落。叛军因此向东向南两路撤退，10天后到达伊温齐·特洛格利提斯的军队在路上成功追击到他们的部队，只与部落不对的后卫部队交手了数次。当拜占庭军队到达伊温齐之前的平原并安营扎寨后，柏柏尔人又撤回到山区内部。从间谍那里得知敌人的战略后，特洛格利提斯决定拒绝跟随敌军在拉里斯库斯港附近扎营，从那里他可以很容易地得到补给。然而士兵们的不满情绪越来越大，他们不理解他们的领袖为何不愿意战斗：军队于是哗变袭击了特洛格利提斯的营帐，他几乎无法逃脱。而幸好在坚定忠诚的柏柏尔人盟军的援助下，特洛格利提斯才得以重新控制其麾下部队。
特洛格利提斯于是向加托平原进军与在当地驻扎的敌军对峙。柏柏尔叛军的营地已被严密设防，特洛格利提斯不愿直接发动攻击，因此他将此地封锁，希望饥饿会迫使柏柏尔人与他公开作战。为了进一步鼓励他们出击，他约束了自己的部队，佯装不愿战斗的样子。特洛格利提斯的计策于是便生效了：柏柏尔人在神灵祭祀后的鼓舞下希望能在帝国军队毫无准备的情况下袭击他们。于是在某个周日，柏柏尔人袭击了帝国军队的营地。战斗悬而未决且双方都死了很多人，但最终拜占庭人占了上风。这时卡尔卡桑集结部队发起了猛烈的反击，但他被特洛格利提斯阵斩。柏柏尔人看到主将被杀，军队很快便溃散。这场战役对拜占庭人来说是一次决定性的成功：有十七位部落的领导人被杀，的黎波里塔尼亚部落联军死伤大半并撤回沙漠中，安塔拉斯和他的追随者向特洛格利提斯投降。拜占凯纳和努米底亚以及的黎波里塔尼亚最终不再受到威胁，并开始了一段长达14年的和平时期。

### 特洛格利提斯的余生
大约在这个时候，特洛格利提斯荣升为贵族，根据6世纪历史学家约尔达尼斯（《罗马史》 385）。他至少又在非洲坐镇了四年，开始了艰难的重建工作。特洛格利提斯重新设立了查士丁尼皇帝在533年最初设想的民事行政机构，并与近卫司政官阿塔纳修斯分享了权力。所罗门修建的省内堡垒们得到重建或者修复，被征服的柏柏尔人部落回到了帝国附庸的地位，并成为帝国的蛮盟佣兵。根据学者约翰·巴格内尔·伯里的说法，特洛格利提斯将动荡的行省重建秩序并使其恢复安宁的历史使得他成为继贝利萨留和所罗门之后，第三个拯救阿非利加的英雄。
特洛格利提斯在恢复非洲和平方面的成功可以从以下事实中看出：551年末，在东哥特王托提拉攻占了撒丁岛和科西嘉之后，虽然他没有成功，但特洛格利提斯居然能够腾出足够多的兵力派出舰队去尝试收复二地。特洛格利提斯去世的确切日期不详，但很有可能是在552年前后。

## 出处
- Bury, John Bagnell. . Mineola, New York: Dover Publications, Inc. 1958 [1923]  [2021-02-25]. ISBN 0-486-20399-9. （原始内容存档于2020-04-10）.
- Diehl, Charles. . Paris, France: Ernest Leroux. 1896 （法语）.
- Martindale, John R. (编). . Cambridge: Cambridge University Press. 1992. ISBN 0-521-20160-8.
- Modéran, Yves. . . Aix-en-Provence: Edisud: 3866–3870. 2003  [17 December 2012]. （原始内容存档于2017-07-16） （法语）. |article=和|title=只需其一 (帮助)
- Pringle, Denys. . Oxford, United Kingdom: British Archaeological Reports. 1981  [2021-02-25]. ISBN 0-86054-119-3. （原始内容存档于2016-06-17）.